# Cambefortantus micros
Cambefortantus micros là một loài bọ cánh cứng trong họ Bọ hung (Scarabaeidae).